# Fica

L'origine del mondo (46 × 55 cm), celebre quadro del 1866 opera del pittore francese Gustave Courbet, custodito al Museo d'Orsay di Parigi.

Fica e figa sono termini volgari della lingua italiana di uso comune impiegati per indicare una parte dell'apparato genitale femminile, ossia la vulva e, per estensione, anche la stessa vagina. Come il termine cazzo, non si tratta di semplici sinonimi del termine anatomico, bensì rappresentano una forma dell'espressività letteraria e popolare.

## Etimologia
Il termine viene dal tardo latino fica "frutto del fico", come femminile di ficus, "l'albero del fico" (Ficus carica) ma anche dell'apparato sessuale femminile. La dicotomia al frutto del fico usata in latino infatti è sempre parallela alla parte anatomica femminile, fatto lamentato dallo stesso Aristotele, (300 a.C.). Il significato per la parte sessuale femminile era già presente nella parola greca (συκον) sykon "fico", usato gìà da Aristofane nelle proprie commedie. Si tratterebbe quindi di un calco che dal greco è passato alla lingua italiana tramite il tardo latino. 
Il termine greco però deriva direttamente attraverso il fenicio dal precedente accadico: pīqu, ovvero sīqu (2300 a.C.) in cui assume propriamente e solo il significato comune dell'organo sessuale, ed anche a verbi ed aggettivi associati alla copula ed alla penetrazione.
In latino venne usato in parallelo come termine più gentile per sostituire il più volgare cunnus (in italiano conno, termine poco usato) e viene descritto come una ferita in locis uericundioribus, ovvero nei posti più vergognosi. 
L'assunzione semantica del termine con valore prettamente sessuale, presto trasformato in senso osceno, ha fatto sì che, molto più tardi con la formazione del volgare, il nome del frutto dell'albero del fico in italiano, venisse "censurato" e passato al maschile, così come è l'albero, cioè "fico", in deroga all'usuale regola della lingua italiana (mela frutto del melo, pera frutto del pero ecc.), dove il nome del frutto è il nome dell'albero passato al femminile.
Nei dialetti e nelle lingue romanze in cui fica non ha assunto il senso primario di "vulva", il frutto è rimasto al femminile (ad esempio francese la figue, nel napoletano, nel ligure, nei dialetti reggino e salentino fica o figa).
In tali linguaggi il significato sessuale od osceno è espresso da altri termini.
In alcuni dialetti italiani meridionali si usano termini direttamente derivanti dal lemma latino cunnus.
Ad esempio cunno o cunnu nel catanzarese viene utilizzato sia nel significato di "apparato genitale femminile" sia come offesa per l'interlocutore. Nell'accezione dispregiativa vuole indicare la scarsa intelligenza della persona apostrofata con questo termine, nei significati di fesso, bonaccione, tonto, imbecille.
Nella variante campidanese della Lingua sarda, invece, il termine cunnu indica esclusivamente l'apparato genitale e viene usato anche, nel gergo giovanile cagliaritano, il termine "cunnata", con cui si intende una cosa bella, gradevole, come nell'equivalente italiano "figata".
Il termine fa parte di uno dei filoni principali della letteratura - a volte anche alta - e dello scrivere tipico della goliardia.
Termini volgari analoghi in altre lingue sono cunt in inglese, con in francese e coño in spagnolo, tutti e tre dal latino cunnus.

## La letteratura
Il termine appare in letteratura sin dal Medioevo, sia nella forma fica sia in quella figa. Franco Sacchetti, scrittore e mercante fiorentino anche se nato nella Repubblica di Ragusa usò il termine nella raccolta Trecentonovelle scritta in Toscana intorno al 1390. Nella forma più diffusa, il primo uso è dovuto probabilmente a Pietro Aretino che lo adottò nella commedia Il Marescalco del 1533. Il termine fu usato da Pedante alla fine del terzo atto.
Dante Alighieri apre il venticinquesimo canto della Divina Commedia (Inferno, versi 1-3) con i seguenti versi:
Riferendosi al gesto del "far la fica" o "far le fiche", atto di scherno o di spregio ancora utilizzato in alcune culture che prevede la chiusura del pugno con il pollice frapposto tra indice e medio, per imitare l'aspetto di una vulva e indirizzata a una persona oppure al cielo in segno di bestemmia (come nel caso della citazione dantesca).
Un grande utilizzatore del termine fu il poeta e scrittore vernacolare Giuseppe Gioachino Belli, dove la terzina più nota è la finale del sonetto Er Lavore:
Sempre di Belli è un altro sonetto assai noto, La madre de le Sante, datato 6 dicembre 1832 (il sonetto fa il paio con l'analogo Er padre de li santi, steso nella medesima data) nel quale, della fica, sono goliardicamente riportati diversi sinonimi e circonlocuzioni utilizzati nel dialetto romanesco dell'epoca (alcuni scomparsi dall'uso e alcuni sopravvissuti come termini volgari, con piccole varianti, anche nella terminologia attuale).
Come un licenzioso, ma non per questo meno affascinante, Cirano impegnato in una delle sue celebri tirate, recita Belli:
Pe ffasse intenne da la ggente dotta

Je toccherebbe a ddí vvurva, vaccina

E ddà ggiú co la cunna e cco la potta.

Ma nnoantri fijjacci de miggnotta

Dimo scella, patacca, passerina,

Fessa, spacco, fissura, bbuscia, grotta,

Freggna, fica, sciavatta, chitarrina,

Sorca, vaschetta, fodero, frittella,

Ciscia, sporta, perucca, varpelosa,

Chiavica, gattarola, finestrella,

Fischiarola, quer-fatto, quela-cosa

Urinale, fracosscio, ciumachella,

La-gabbia-der-pipino, e la-bbrodosa.

E ssi vvòi la scimosa,

Chi la chiama vergoggna, e cchi nnatura,

Chi cciufèca, tajjola, e ssepportura.»
Nel sonetto 426, Un indovinarello, il Belli dà voce alla convinzione diffusa per cui gli interessi economici e l'attrazione sessuale sarebbero le forze che realmente governerebbero la società umana, più dei monarchi o dei capi religiosi.
(Giuseppe Gioachino Belli, sonetto n. 426, Un indovinarello, 8 novembre 1832)
Anche Cesare Zavattini ha scritto una poesia che ne parla in dialetto luzzarese, dal titolo "Diu"

## L'uso come sineddoche e il cambio di genere
Il termine nasce nelle parlate calabro-sicule, tardivamente latinizzate, nelle quali il frutto del fico è femminile, fica. Il riferimento preciso è al frutto della qualità nera detta mulingiana, che quando è maturo e leggermente spaccato fa intravedere il rosso dell'interno, e quindi somiglia alla vulva femminile incorniciata da peli.
Il sostantivo trae origine da questa somiglianza fisica tra il frutto e l'organo. Così come avviene per altri sostantivi, per esempio gnocca, per la sua somiglianza all'organo genitale femminile.
Questo sostantivo, usato per secoli per indicare la vulva, da qualche tempo è diventato una sineddoche per indicare una donna molto appetibile dal punto di vista sessuale come abbreviazione dell'apprezzamento riferito a quel tipo di donna che viene qualificata come un pezzo di fica che abbreviato diventa fica, indicando la parte per il tutto.
Soprattutto nel gergo giovanile, il termine figa e il suo accrescitivo strafiga o figona sono spesso usati come sineddoche per indicare una donna sessualmente attraente.
Con analogo significato è usata anche la forma maschile, figo o fico, ovvero ragazzo/uomo attraente.
Da notare anche l'uso del diminutivo fighetto o addirittura fighetta (con articolo maschile). Si tratta di un uso frequente nelle parlate settentrionali, di maschili in -a, soprattutto nell'ambito dei diminutivi, vezzeggiativi, ecc. Si veda ad esempio il milanese el moletta "l'arrotino", el manetta "il conducente del tram", ecc. Il significato è quello di "damerino", ragazzo dai modi e dall'abbigliamento marcatamente curati allo scopo di piacere, con connotazione ironica o spregiativa.
Il termine e la sua corrispondente forma maschile sono stati usati nel gergo giovanile a partire dagli anni settanta (Antonello Venditti sostiene di aver utilizzato per primo il termine in questa accezione) come aggettivi e interiezioni col significato neutro di bello:
- La tua moto è fighissima! (qui il parlante intende rivolgere all'interlocutore un forte apprezzamento per la sua moto);
- Figo! (dove la i è spesso prolungata a piacere del parlante; qui si intende apprezzare un fatto appena accaduto o sentito o un oggetto appena visto o di cui si è appena sentito parlare).

Se ne registra inoltre l'utilizzo come intercalare in varie parti d'Italia, tra cui le zone di Milano, Cremona, Brescia, Lodi, Bergamo, Pavia, Piacenza e Parma.
Esistono inoltre diverse forme derivate, sia comuni sia artistiche:
- figata (cosa figa o bella trovata);
- figoso (che rende fighi o che è figo);
- Bella figheira è stato un personaggio interpretato da Anna Marchesini nella parodia de I promessi sposi realizzata nel 1990 insieme a Massimo Lopez e Tullio Solenghi.

Altro termine derivato che, avendo ormai perso quasi tutta la carica originaria di volgarità, è entrato nel gergo comune, tanto da essere usato da persone di tutte le età, è sfiga, col significato di sfortuna. La parola figa in lingua portoghese ha esattamente il significato di fortuna. Tant'è che il simulacro (di legno, osso, avorio o altro) del gesto che Dante attribuisce a Vanni Fucci è detto "a figa brasileira" e viene indossato come amuleto o portafortuna.

## Lessico
Come accade per il corrispettivo cazzo, termine volgare dell'organo di riproduzione maschile – il pene – anche per il lemma fica ci sono numerose altre denominazioni dialettali, colloquiali, familiari o, semplicemente, volgari che indicano l'organo genitale femminile.
Fica non è un semplice sinonimo del termine anatomico, bensì rappresenta una forma dell'espressività letteraria e popolare.
Alcune di esse affondano le radici nella notte dei tempi; altre sono di più recente creazione e possono essere a tutti gli effetti considerate dei neologismi.
Ne vengono elencate qui in ordine alfabetico alcune fra le più note. Inoltre, sono citati anche i termini presenti nella letteratura italiana.

### A
Affare (Paolo Volponi); Ampolla (Pietro Aretino); Ànara (Veneto); Anonima Sequestri (Roberto Benigni); Armadio (Pietro Aretino); Arnese (Niccolò Franco); Priapea; Azzittapreti;

### B
Babilonia (Giovanni Sercambi);
Babbo (babbu, Sicilia orientale);
Baccello (Aretino);
Bagatella (Giuggiola);
Balestriera (Il Fiore e il Detto d'Amore);
Bambagia (Pier Francesco Giambullari);
Banca forata (Sercambi);
Baratro (Vignali);
Bareta o Baretina (Veneto);
Barca (Ludovico Dolce);
Beccatoio (Anton Francesco Grazzini);
Becchina (Aretino);
Belzebù (Pataffio);
Bernarda;
Bersaglio (Aretino);
Bicchiere (Pietro di ser Mino da Montevarchi);
Bignola (Piemontese);
Bigonciolo (Firenzuola);
Böcc;
Bocciolo (Gasparo Gozzi);
Borgo (Antonio Cammelli);
Borratello (Malatesti);
Borsa (Sercambi);
Bosco, Boschetto (Teofilo Folengo);
Botte (Aretino);
Bottega (Giuseppe Gioachino Belli);
Brace (Bargagli);
Breccia (Gamerra);
Brocca (Malatesti);
Brigna e Brogna (prugna in piemontese il primo, veneto e lombardo il secondo);
Brolo (Gabriele D'Annunzio);
Buca (Pietro Aretino);
Buco (Belli);
Busolina (Veneto);

### C
Caccone (Puglia);
Calamaio, Calamaro;
Callaia (Luigi Pulci);
Calza rotta (Manganello);
Camera (Vignali);
Camino (Pietro Aretino);
Campana(Firenzuola);
Campo (Giovanni Boccaccio), Campo di fiori (Agnolo Poliziano), Campo sacro, Campicello;
Canà (dialetto piemontese);
Cancello (Malerba);
Candeliere (Giordano Bruno);
Canestra (Allegri);
Canto (Lorenzo de' Medici); Cantuccio;
Capanna (Gentile Sermini);
Cappella del suffragio (Belli);
Carne Giuggiola;
Carretta (Matteo Bandello);
Casa (Pietro Aretino);
Cassa della viola (Pietro Aretino);
Cassetta (Giuggiola);
Castello (Giovanni Boccaccio);
Catubba(Belli);
Caverna (Vignali);
Cavicchia (Pietro Aretino);
Cecca
Cella (Belli);
Centro (Moravia);
Cespite (Gabriele D'Annunzio);
Cespuglio, Cespuglietto (Porci con le ali);
Cesta (Luigi Settembrini);
Cestunia (espressione napoletana che significa propriamente tartaruga);
Cetra (Pietro Aretino);
Chella che guarda 'n terra (La smorfia napoletana);
Chiavatura (Pietro Aretino);
Chiostro(Francesco Petrarca), Chiostro della verginità;
Chitara (dialettale arcaico trentino);
Chitarrina (Belli), Chitarrino;
Cianno / Cionna / Ciunna / Ciunno / Ciomma;
Cibo, Cibo d'amore (Moravia);
Ciborio (Corrado Govoni);
Ciccia Belli; Cicciota (vezzeggiativo veneto);
Cimiero (Rustico Filippi);
Ciofeca Belli;
Ciorgna (espressione piemontese);
Ciuccia (espressione abruzzese);
Conchiglia;
Conocchia (Belli);
Cocchia (espressione centro-marchigiana);
Conigliano (Cammelli);
Connu, Cunno, Cunnu;
Coppa (Corrado Govoni);
Corda di liuto (Malerba);
Corolla Gadda;
Corpo (Ludovico Ariosto);
Cosa (Moravia; Porci con le ali), Quella cosa (Belli), Quella cosaccia;
Coscia
Cratere del Vesuvio (Malerba);
Crenna(espressione milanese);
Crepaccio (Malerba);
Crepatura (Canti carnascialeschi);
Cuoia (N. Franco, Priapea);
Curcio (espressione salentina);

### D
Damigiana (Luigi Malerba);
Davanti (Aldo Busi);
Delicatezza (Carlo Emilio Gadda);
Dolcezza (Giovanni Sercambi);
Desioso (Pataffio);
Dinanzi (B. Rigogli);
Dogana (Pietro Aretino);
Donna del corpo (Benvenuto Cellini);
Doppione (Aretino);
Dove prude (Pietro Fortini);

### E
Entrata (Pietro Fortini), Entrata maestra (Giordano Bruno); Erbaggio (S. Bargagli); Erba Stella (A. Allegri); Essa (Michele Mari);

### F
F... (Giuseppe Parini);
Faccenda (Pietro Aretino);
Faddacca (espressione siciliana);
Fagiana;
Falla
Fanciullina (Luigi Malerba);
Fantasia (Pietro Aretino);
Farda;
Farfalla;
Farfallina;
Fatto, Quel fatto (Belli);
Fenditura (Alberto Moravia);
Fessa (Pietro Aretino), Fesso (Pietro Aretino); Fissa;
Fessura (Camillo Sbarbaro);
Ferita;
Fia (la pronuncia toscana occidentale ha ridotto al grado 0 la consonante velare nella parola fica);
Figa (espressione genericamente del nord Italia);
Filippa;
Figazza;
Fiorellino;
Foca;
Fodero;
Folaga;
Foro (Pietro Aretino);
Fregna (espressione romana-abruzzese e marchigiana);
Fresca (espressione umbro-marchigiana);
Frice o Frica (in Lingua friulana);
Fritola (espressione veneta, da frittella);
Fuinera (espressione milanese);
Fiora (espressione veneta);
Fungia (espressione alto-lombarda);

### G
Galleria;
Giangiacoma (Leo Ortolani);
Gnacchera;
Gnagna;
Gnocca;
Gnugna;
Grattugia (Pietro Aretino);
Guersa (o Sguersa, Genova);
Grotta;

### I
Incudine (Gentile Sermini);

### L
Lallera (Riccardo Marasco);
Laveggio (Burchiello);

### J
Jolanda (Luciana Littizzetto);

### M
Madre (Pietro Aretino); Mandola (Veneto); Masserizia (Pietro Fortini); Mercanzia (Giovanni Sercambi); Mona, Monazza (espressione usata in Veneto, Trentino e in Friuli-Venezia Giulia); Mortaio (Giovanni Boccaccio; Vitaliano Brancati); Mozza (Nereto e Ascoli Piceno); Mussa (espressione ligure);

### N
Natura (Pietro Aretino); Navicella (Galileo Galilei); Nicchio (Giovanni Boccaccio); Nido (Pietro Aretino); Ninfa; Noce (Pietro Aretino);

### O
Orcio (Lorenzo de' Medici); Orinale (Tommaso Campanella);

### P
Pacchio (Catania, Siracusa);
Padella (Pietro Aretino);
Paiolo (Antonio Malatesti);
Paniera (A. Allegri), Paniere, Paneruzza; Papera;
Passera, Passerina (e varie altre declinazioni);
Patacca (prevalentemente diffuso in Romagna);
Patafiocca (dialetto bolognese);
Patata, Patatina;
Patonza; Panzeta col pelo (Pancetta con il pelo in Veneto); Pegnata (Veneto);
Pelo;
Pelosa;
Pentola (Luigi Settembrini);
Pertuso (napoletano);
Pesciotta (Frosolone);
Pettera (dialetto massese);
Pettignone (Pietro Aretino);
Pettine, Pettine risegato (D. Velluti);
Pettinicchio (G. P. Lomazzo);
Picu (dialetto salentino);
Pignatta (Gentile Sermini);
Piatto (Canti carnascialeschi);
Piccione (dialetto barese, salentino);
Pila (Poggio Bracciolini);
Pilu (Calabria meridionale e Sicilia nord-orientale);
Pisciacchio, Pisciacco, Pisciaccone, Pitacco, Piccione (Puglia);
Pisaia, Pisaina (lingua romagnola);
Pisella (espressione familiare); Pipa (Veneto);
Po' (Pietro Aretino);
Potta (dal latino puta); Potta di Modena (Pietro Aretino);
Pottacchietto (Giorgio Baffo);
Pottino;
Pòta (nei dialetti bergamasco, bresciano e cremasco, utilizzato anche come intercalare);
Prugna;
Purchiacca (espressione dialettale napoletana dall'etimologia greca "buco purpureo") peraltro più nota come pucchiacca (o pucchiacchiera) (espressione dialettale napoletana dall'etimologia greca "valle di fuoco", dall'unione di pyr, fuoco e chiakè, valle);

### R
Ramino (Gentile Sermini); Ripostiglio (Leon Battista Alberti);

### S
Salsiere (Gentile Sermini);
Salvadanaio (Antonio Malatesti);
Sbrego;
Scanceria (Leon Battista Alberti);
Scarsella (Giuggiola);
Scatola (Pietro Aretino);
Scena;
Scodella (Malatesta), Scodellino (Pietro Aretino);
Scrigno (Giordano Bruno);
Secchia, Secchio (Pietro Aretino);
Sgnacchera (toscano illustre);
Sorca, Sorcia;
Spacca;
Sticchio;
Strumento;

### T
Tana;
Tazza (Pietro Aretino);
Tegame (Belli); Tenca (Veneto);
Topa (Toscana); Triangolino peloso; Tartifula (milanese);

### U
Udda (campidanese e sassarese);
Urinale (Belli);

### V
Vaccina (Pietro Aretino);
Vagina (Lazzaro Spallanzani) (è il nome corretto, in lingua italiana, di una parte dell'organo genitale femminile interno; il suo uso, nel linguaggio colloquiale può risultare goffo, o eufemistico);
Valcava(Giovanni Boccaccio);
Valle d'Acheronte (Giovanni Boccaccio);
Valle di Cosceto (G. Forteguerri);
Valle di Giosafat(Matteo Bandello);
Valleoscura (Giovanni Boccaccio);
Val pelosa (Giovan Francesco Straparola);
Vaschetta (Belli);
Vaso, Vaso d'amor (Domenico Batacchi); Vaso eletto (Giorgio Baffo), Vaso naturale, Vasello (Dante Alighieri);
Vergigno (Pietro Aretino);
Vergogna (riferito in generale ai genitali, sia maschili sia femminili);
Verona;
Vigna (Matteo Bandello);
Villa(Pietro Fortini);
Villa Serbelloni Carlo Emilio Gadda;
Vitella (Pietro Aretino);
Vulva (Pietro Aretino, Giordano Bruno) (è il nome corretto, in anatomia e in lingua italiana, dei genitali esterni femminili);

### Z
Zampogna (Manganello); Zibetto (Lorenzo de' Medici); Zergnapola (pipistrello in veneto); Zona; Zucca (Andrea Zanzotto); Zurla (cicala in Veneto).